# Підрозділ 61398
Підрозділ 61398 (кит.: 61398 部队) — підрозділ Народно-визвольної армії Китаю, що базується в Шанхаї, відповідає за проведення військових операцій у галузі комп'ютерних мереж.
У доповіді, опублікованій 18 лютого 2013 року, компанія Mandiant, що надає послуги в сфері комп'ютерної безпеки, звинуватила цей підрозділ у веденні з 2006 року масштабного кібер шпіонажу, насамперед проти компаній і організацій англомовних країн. Китайський уряд офіційно заперечує свою причетність до цієї акції .
У 2013 році чисельність підрозділу оцінювалася в 2000 осіб.

## Підозри в кібершпигунстві протягом 2002-2012 років
Експерти в області комп'ютерної безпеки висловлювали припущення, що дві великі групи кібершпигунів, отримали в англомовних джерелах назви Comment Crew і Elderwood Group, які брали участь в операції «Аврора» (масова кібератака на ряд американських компаній у червні-грудні 2009 року), мають китайське походження.
Зокрема, щодо групи Comment Crew висловлювалися припущення, що вона базується в Шанхаї і пов'язана з НВАК:
- Американська компанія з кібербезпеки "Fireye", відносить до діяльності цієї групи більше тисячі кібератак, зроблених у період з 2002 по 2012 роки;
- Ця група робила кібератаки проти таких компаній, як RSA Security, DuPont і British American Tobacco;
- Ця група також проявляла інтерес до провідних політиків, зокрема, перехопила близько 14 хвилин переговорів електронною поштою голови Європейської Комісії в липні 2012 року, в ході переговорів щодо врегулювання економічної кризи в Греції;
- Ця група також отримала назви «Шанхайська група» (англ. Shanghai Group) і Byzantine Candor (остання назва згадується в американському дипломатичному листуванні, опублікованому WikiLeaks у 2008 році).

## Звинувачення в кібершпіонажі 2013 року

### Звіт компанії Mandiant 2013 року про групу APT1
Mandiant — американське приватне охоронне підприємство, засноване в 2004 році Кевіном Мандиа, який раніше працював фахівцем з комп'ютерної безпеки у ВПС США. Компанія Mandiant вивчила ситуацію з вразливістю комп'ютерних мереж в сотнях організацій по всьому світу, і в 2006 році виявила групу хакерів, яку визначила APT1, а також більше двох десятків аналогічних груп, які вели кібератаки з Китаю). За оцінками представників Mandiant 2013 року, група APT1 є однією з найактивніших у сфері кібершпіонажу.
18 лютого 2013 року компанія Mandiant випустила звіт про діяльність групи APT1 (також називається Comment Crew або Shanghai Group), заснований на безпосередніх спостереженнях співробітників компанії за останні 7 років, а також інформації з відкритих Інтернет-джерел.
Після того, як доповідь опублікували, вона негайно піддалася хакерській атаці і була заражена комп'ютерним вірусом.

### Кібершпіонаж Shanghai Group
За даними компанії Mandiant, група кібершпигунів APT1 («Shanghai Group»), з 2006 року систематично викрадала великі обсяги даних щонайменше 141 організації, проникаючи одночасно в комп'ютерні мережі кількох десятків компаній. Викрадена інформація охоплює широкий спектр конфіденційних даних, що стосуються стратегій (внутрішні службові записки, порядку, протоколи), продуктів компаній (технології, дизайн, результати випробувань), промислових процесів (стандарти і т. д.), бізнес-інформації (бізнес-плани, переговори по контрактах, прайс-листи, придбання або партнерство), зміст листування електронною поштою і паролі доступу до мереж. Shanghai Group вдавалося зберігати незаконний доступ до комп'ютерних мереж компаній майже рік (356 днів). В одному випадку хакерам вдалося зберігати доступ до внутрішньої мережі компанії 1764 днів (майже 5 років).
Відповідно до представленого звіту, Shanghai Group вела шпигунство в основному проти організацій англомовних країн: 87% з 141 компаній-жертв мають штаб-квартири в країнах, де англійська мова є основною (США, Канада і Велика Британія), і тільки одна компанія є французькою. Діяльність Shanghai Group велася в глобальному масштабі, з використанням приблизно тисячі серверів, розміщених на окремих IP-адресах в 13 країнах. З цих 849 унікальних IP-адресів 709 були зареєстровані в Китаї, і 109 — у США. Крім того, в 97 % всіх випадків була виявлена приналежність хакерів до IP-адресів, локалізованих в районі Шанхаю. Компанія Mandiant визначила 2551 доменне ім'я, приписуване Shanghai Group. Список цих імен був опублікований.

### Ідентичність Shanghai Group і підрозділу 61398
За оцінками експертів компанії Mandiant, з високою ймовірністю можна вважати, що хакерська група APT1, або Shanghai Group, є нічим іншим, як підрозділом 61398 НВАК. На користь цього свідчать такі факти:
- масштаб операцій кібершпіонажу, які вела ця група протягом тривалого часу, потребує такого обсягу фінансових, людських і матеріальних ресурсів, який здатна забезпечити лише держава;
- технічні і мовні навички, необхідні для кібершпіонажу, які вела Shanghai Group, ідентичні відповідним компетенціями підрозділу 61398 (шпигунство проти США і Канади);
- тактика, методи і процедури кібершпіонажу носили чисто розвідувальний характер, не виявлено випадків знищення даних або здійснення фінансових махінацій, що характерно для звичайних дій хакерів або організованої злочинності;
- аналіз 20 галузей економіки, до яких належить 141 організація-жертва кібершпіонажу, показує чітку кореляцію зі стратегічними цілями Дванадцятої п'ятирічки Китаю (2011-2015);
- використовувані Shanghai Group протягом більше 7 років IP-адреси, розташування серверів, характеристики використовуваних операційних систем вказують на місце розташування групи в районі Шанхаю.

### Реакція китайської влади
Китайський уряд негайно відкинув звинувачення в кібершпигунстві. Відразу ж, в день виходу в світ звіту компанії Mandiant (18 лютого 2013 року), МЗС Китаю виступив з заявою, в якій охарактеризувала висловлені у звіті звинувачення як «безвідповідальні і непрофесійні» і також відзначило, що «Китай рішуче виступає проти піратства, встановивши відповідні закони і правила, і приймає суворі заходи для захисту від діяльності хакерів».
Слідом за реакцією МЗС, 20 лютого 2013, міністерство оборони Китаю заявило, що звинувачення з боку компанії Mandiant є «бездоказовими фактами».
При цьому китайський уряд не заперечує існування підрозділу 61398, оскільки фотографії і відео будівлі, де воно розташоване, були розміщені в багатьох ЗМІ.

## Див. також
- Військово-кібернетичні операції КНР